# Varius Manx
Varius Manx – polski zespół muzyczny założony w 1989 w Łodzi przez Roberta Jansona oraz braci Michała i Pawła Marciniaków. Nazwa zespołu została zainspirowana rasą kotów Manx, których cechą szczególną jest brak ogona. Łac. varius oznacza natomiast „różny”, „różnorodny”, „zmienny” itp.

## Historia zespołu
Zespół został założony pod koniec 1989 z inicjatywy członków łódzkiej grupy muzycznej Skewer: Roberta Jansona oraz braci Michała i Pawła Marciniaków. W marcu 1990, przy współpracy z Piotrem Sobczakiem i Tomaszem Ziółkiewiczem, powstała instrumentalna płyta pt.  The Beginning, wydana dopiero rok później przez wytwórnię Polskie Nagrania. Album charakteryzują gatunki muzyczne, takie jak muzyka ilustracyjna, jazz czy ambient. W 1991 do zespołu dołączyli: Sławomir Romanowski – perkusista oraz śpiewający gitarzysta, Robert Amirian. W 1992 rozpoczęli prace nad nagrywaniem drugiego albumu pt. The New Shape, który został wydany w kwietniu 1993 dzięki wytwórni fonograficznej SPV Poland. W przeciwieństwie do pierwszego albumu, płyta została wzbogacona o partie wokalne, nagrane głównie przez Jansona. Wokalnie na płycie udzielił się również Amirian, a do chórków w utworze „Memphis” gościnnie zaproszono Edytę Bartosiewicz. Oba pierwsze albumy nie odniosły sukcesu komercyjnego.

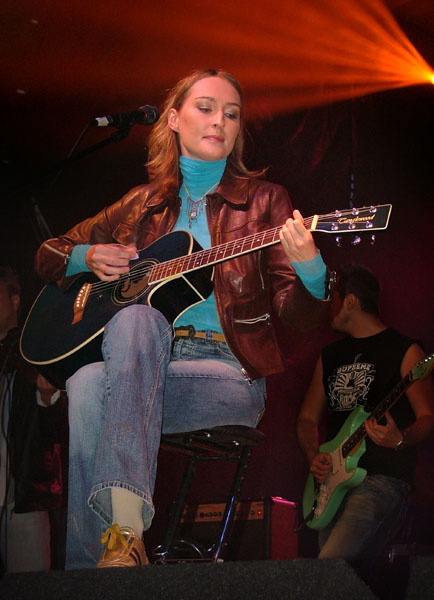
Anita Lipnicka, wokalistka zespołu w latach 1993–1995 (2005)

Na przełomie listopada i grudnia 1993 do składu zespołu dołączyła Anita Lipnicka, z którą muzycy nagrali materiał na trzecią płytę studyjną. Na początku 1994 podpisali kontrakt z wytwórnią Zic Zac, a w marcu do rozgłośni radiowych trafił utwór „Zanim zrozumiesz”. Singiel odniósł wielki sukces komercyjny, trafiając na szczyty wielu krajowych list przebojów (m.in. plebiscyt Muzycznej Jedynki), co zapewniło zespołowi ogromną sławę i wielu miłośników. W kwietniu do sprzedaży trafiła kaseta, natomiast w czerwcu płyta kompaktowa pt. Emu. Zespół odbył w tym czasie dwa koncerty promocyjne, na dziedzińcu Starej Dziekanki w Warszawie oraz w łódzkim klubie Cytryna. Latem wydali singiel „Tokyo”. W sierpniu na 31. festiwalu w Sopocie otrzymali nagrodę Grand Prix oraz nagrodę dziennikarzy za przebój „Zanim zrozumiesz”. We wrześniu liczba sprzedanych egzemplarzy albumu Emu przekroczyła 100 000 płyt. W październiku wzięli gościnnie udział w festiwalu Antena Polska w Koszalinie oraz wystąpili podczas największych w Polsce targów muzycznych Intermedia '94. 15 października 1994 rozpoczęli trasę koncertową wraz z zespołem De Mono, która obejmowała występy w 12 największych miastach w Polsce. Trwała ona do listopada i zakończyła się koncertem w warszawskiej Sali Kongresowej, na którym otrzymała złotą płytę za ok. 200 tys. sprzedanych egzemplarzy albumu. Został również zrealizowany przez TVP1 film o zespole. Pod koniec 1994 uplasowali się w czołówkach licznych podsumowań list przebojów, zdobywając przy tym kilka prestiżowych wyróżnień (np. Indywidualność roku, Nadzieja roku, itp.) przyznawanych przez słuchaczy radiowych, czytelników pism muzycznych (m.in. Bravo, Popcorn, Sukces, Tylko Rock) i dziennikarzy. Anita Lipnicka została uznana przez wiele pism za największy talent i odkrycie 1994, a „Piosenka księżycowa”, trzeci singiel promujący album Emu, zajęła pierwsze miejsce w plebiscycie Muzycznej Jedynki. Na początku 1995 wydali utwór „Mój przyjaciel”, promujący jedną ze składanek Radia Zet. W marcu otrzymali platynową płytę, w wyniku przekroczenia sprzedaży 270 tys. egzemplarzy. Kilka miesięcy później, podczas gali rozdania nagród muzycznych Fryderyki 1994, odebrali za utwór „Zanim zrozumiesz” nagrody w kategoriach: Piosenka roku i Najlepszy teledysk. 24 kwietnia 1995 wydali album pt. Elf. Materiał na płytę był nagrywany z nowym członkiem zespołu, saksofonistą Rafałem Kokotem, natomiast gościnnie w chórkach pojawiło się żeńskie trio wokalne, De Su. Premierze albumu towarzyszyło ogromne zainteresowanie mediów i publiczności, a w dniu wydania płyta przekroczyła liczbę 120 tys. sprzedanych egzemplarzy. Pierwszym utworem promującym wydawnictwo był utwór „Zabij mnie”, wydany na singlu wraz z utworem „Pocałuj noc”. Album promowały również utwory: „Oszukam czas”, „Zamigotał świat” oraz „Wstyd”. Kilka tygodni później, ukazała się również ścieżka dźwiękowa do filmu Młode wilki w reżyserii Jarosława Żamojdy, która składa się w większości z kompozycji Roberta Jansona i utworów z albumu Elf. Wydawnictwo promowane m.in. przez utwór „Wolne ptaki”. W sierpniu pojawili się na festiwalu w Sopocie, gdzie za album Elf odebrali platynową płytę. Jesienią wyruszyli w trasę koncertową promującą płytę, której łączna suma sprzedanych kopii ostatecznie wyniosła ponad pół miliona egzemplarzy.

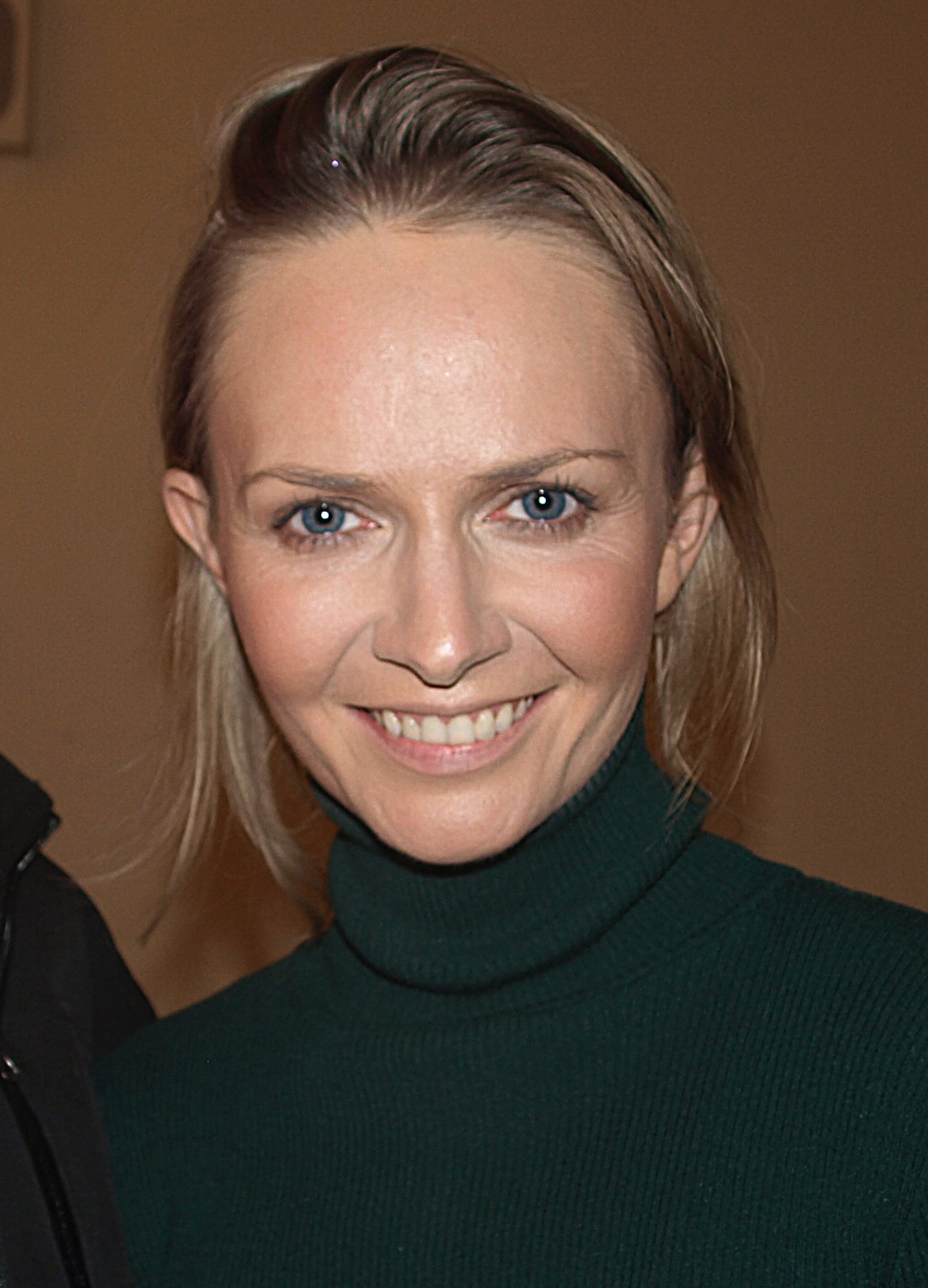
Kasia Stankiewicz

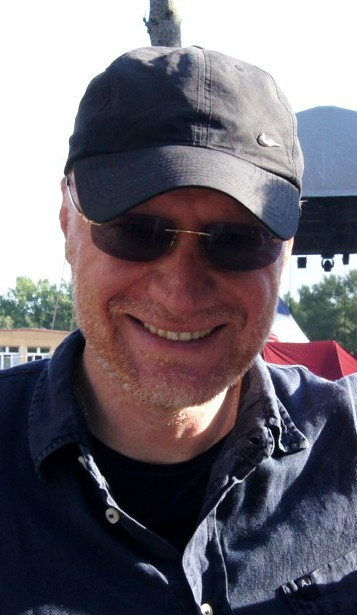
Robert Janson, założyciel zespołu (2012)

Pod koniec 1995 Lipnicka odeszła z zespołu, by rozpocząć karierę solową. Ostatni wspólny koncert zagrali 15 grudnia w klubie Tango. Nową wokalistką Varius Manx została wówczas 18-letnia Katarzyna Stankiewicz, zwyciężczyni programu Szansa na sukces. Wiosną 1996 wydali pierwszy singiel z nową wokalistką, „Orła cień”, który stał się wielkim przebojem. W międzyczasie, podczas rozdania nagród Fryderyki 1995, otrzymali nagrody w kategoriach: Zespół roku, Album roku (Elf), natomiast Janson otrzymał miano Kompozytora roku. 21 czerwca wydali piąty album studyjny pt. Ego, który promowali singlami „Orła cień”, „Ten sen” i „Dom – gdzieś blisko mnie”. Płyta uzyskała wynik ponad 500 tys. sprzedanych egzemplarzy. W 1997 Janson przygotował oficjalną ścieżkę dźwiękową do filmu Nocne graffiti w reżyserii Macieja Dutkiewicza. 8 września wydali kolejny album studyjny pt. End, który osiągnął wynik ponad 130 tys. sprzedanych kopii. Krążek promowali sinlami „Pilnujcie marzeń”, „Najmniejsze państwo świata” i „Kiedy mnie malujesz”.
W kolejnych latach członkowie zespołu pracowali nad solowymi projektami; w 1997 na rynku ukazała się debiutancka płyta solowa Jansona pt. Trzeci wymiar, a dwa lata później – album pt. Nowy świat. W tym samym roku premierę miała także pierwsza solowa płyta Stankiewicz, zatytułowana po prostu Kasia Stankiewicz oraz album pt. Emphasis, nagrany przez pozostałych muzyków zespołu pod szyldem Sigma.

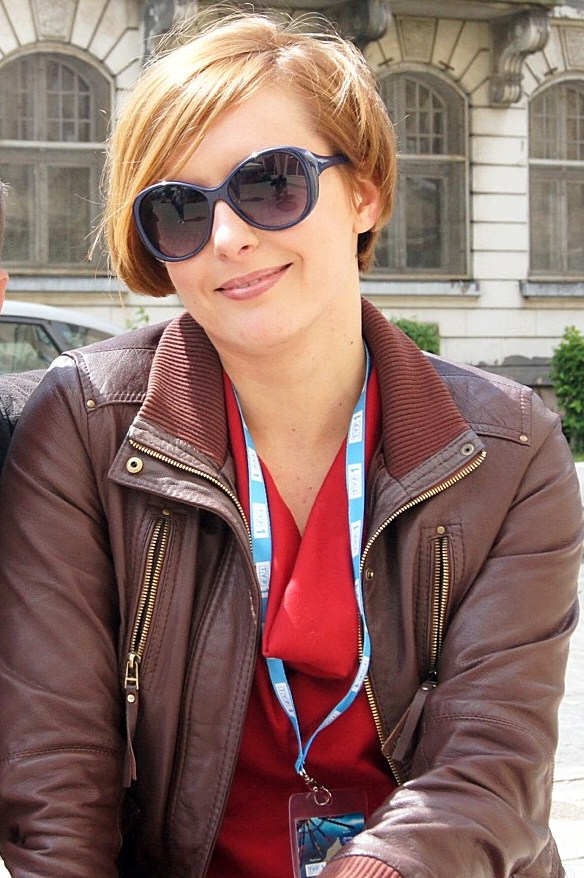
Monika Kuszyńska, wokalistka zespołu w latach 2000–2010 (2012)

W marcu 2000 muzycy powrócili do wspólnego grania, jednak już bez saksofonisty Rafała Kokota, który opuścił zespół. Wydali pierwszy album kompilacyjny pt. Najlepsze z dobrych, na której umieścili najpopularniejsze piosenki w dorobku oraz cztery premierowe utwory. Wydawnictwo promowali singlami „Teraz i tu” i „Wolni w niewoli”, który jednocześnie promował film fabularny pt. Pierwszy milion w reżyserii Waldemara Dzikiego. Kilka miesięcy później Stankiewicz opuściła zespół, a jej miejsce zajęła Monika Kuszyńska. Wraz z nową wokalistką, grupa rozpoczęła pracę nad kolejnym albumem pt. Eta, który ukazał się wiosną 2001. Album promowali singlami „Maj” i „Jestem Twoją Afryką”. Zostali wyróżnieni brylantową płytą za największą liczbę złotych i platynowych płyt. W lipcu 2002 zdobyli pierwszą nagrodę za utwór „Moje Eldorado” na Festiwalu Piosenki Krajów Nadbałtyckich organizowanym w Karlshamn. Przebojem promowali kolejny album pt. Eno, na którym znalazły się również single „Jest w nim” i „Znów być kochaną”. W styczniu 2003 wzięli udział z utworem „Sonny” w krajowych eliminacjach do 48. Konkursu Piosenki Eurowizji. Wcześniej wyruszyli w krótką trasę koncertową promującą ich konkursową propozycję. Nagrali również „Kilka sekund”, polskojęzyczny cover zagranicznego przeboju „7 Seconds” autorstwa Youssou N’Dour i Neneh Cherry, który znalazł się na składance płytowej radia RMF FM pt. RMF FM – Moja i Twoja Muzyka. Tekst do polskiej wersji utworu został napisany przez Andrzeja Ignatowskiego. Pod koniec roku nagrali utwór „Ja z nim, Ty z nią”, który znalazł się na składance Polskiego Radia pt. Święta, święta. 31 maja 2004 wydali kolejny album studyjny pt. Emi. Na albumie znalazły się m.in. single „Sonny”, „Pamiętaj mnie” i „Stay in My Heart”, nagrany z raperem Ernestem „Redem” Ivandą. Również w 2004 zagrali recital w Opolu z okazji 15-lecia istnienia. W maju 2005 wydali singiel „Bezimienna”, który znalazł się na koncercie „Premier” podczas 42. KFPP w Opolu. 8 kwietnia 2006 w Muzycznym Studiu Polskiego Radia im. Agnieszki Osieckiej zagrali koncert, na którym wykonali swoje największe przeboje w symfonicznych aranżacjach. Występ odbył się z udziałem orkiestry smyczkowej pod kierownictwem Marcina Wolniewskiego. Fragmenty koncertu zostały zarejestrowane i wydane na płycie pt. Varius Manx symfonicznie. Tyle siły mam. Album uzupełniały trzy premierowe nagrania studyjne: „Tyle siły mam”, „Bezimienna” i „Carry”. Również w 2006 nagrali utwór pt. „Piłka w grze”, który znalazł się na składance Hit na Mundial 2006.
28 maja 2006 muzycy ulegli wypadkowi drogowemu pod Miliczem. Samochód, który prowadził Janson, wypadł na zakręcie z drogi i uderzył w drzewo. Poszkodowani odnieśli poważne obrażenia wewnętrzne i zewnętrzne. Ludzi z wraku wyciągnięto dopiero po rozcięciu karoserii. Najbardziej poszkodowana została Monika Kuszyńska, która z urazem kręgosłupa trafiła na oddział neurochirurgii szpitala wojskowego we Wrocławiu. Janson miał złamany prawy bark, złamane żebra i stłuczone płuco. Kolejny z poszkodowanych, Michał Marciniak, miał złamany obojczyk. Z wypadku bez większych obrażeń wyszedł realizator dźwięku zespołu.

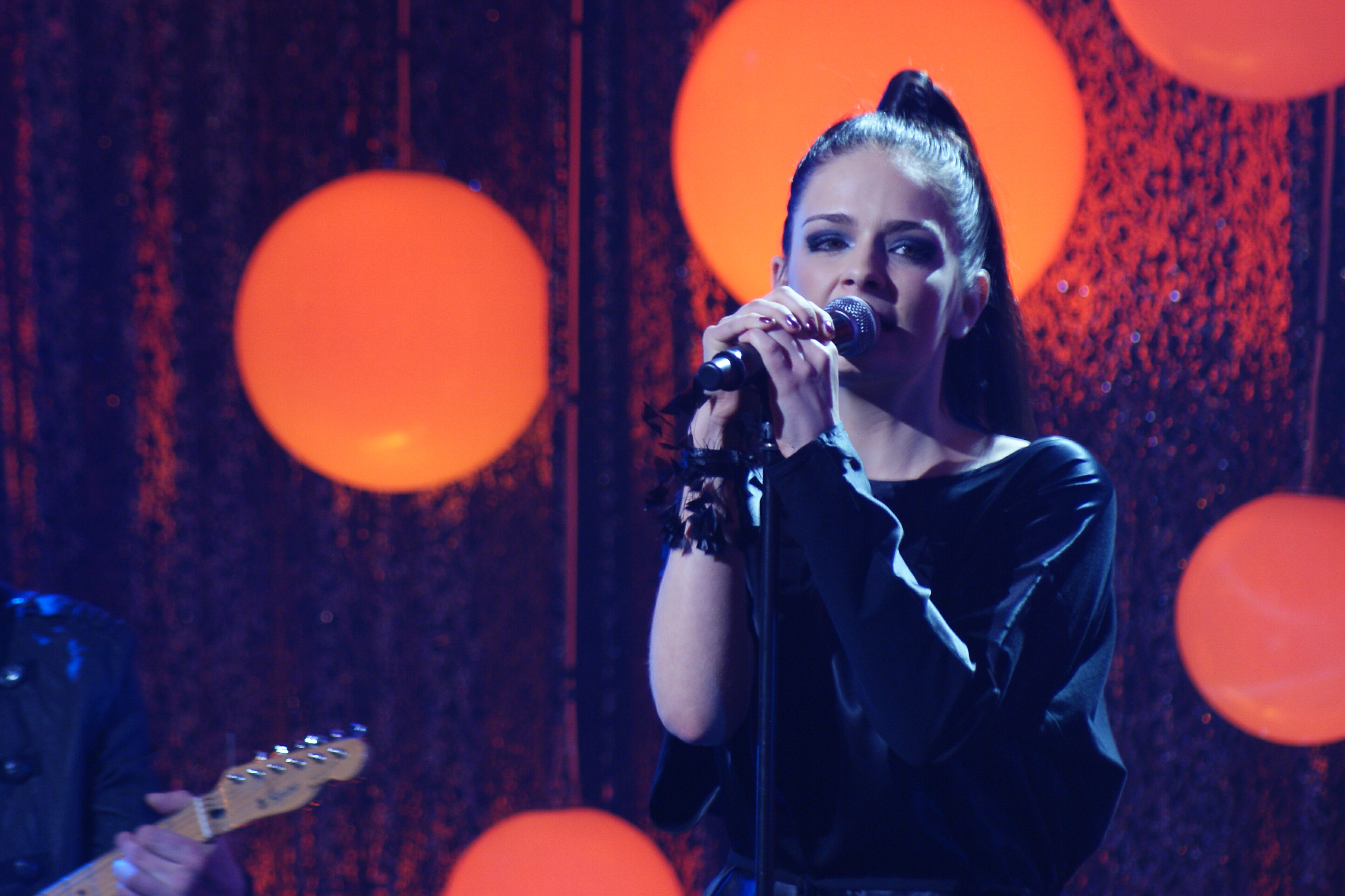
Anna Józefina Lubieniecka, wokalistka zespołu w latach 2010–13 (2011)

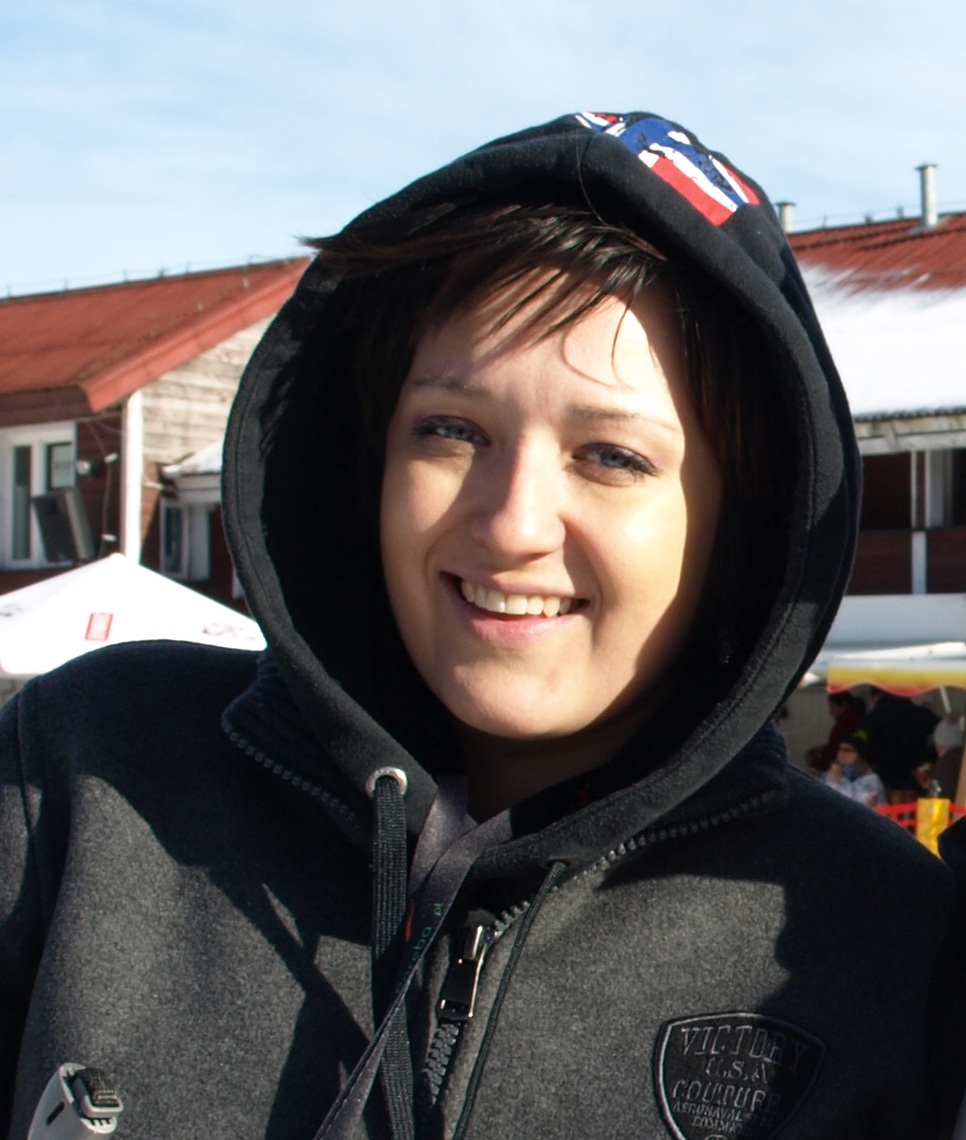
Edyta Kuczyńska

W lutym 2010 Kuszyńska oficjalnie zakończyła współpracę z Varius Manx, aby skupić się na karierze solowej. Jej miejsce zajęła Anna Józefina Lubieniecka, która po raz pierwszy wystąpiła z zespołem 27 lutego na gali urodzinowej radia RMF FM. W 2011 wydali album studyjny pt. Eli. W czerwcu 2013 wokalistką zespołu została Edyta Kuczyńska występująca pod pseudonimem Edi Ann. Zaśpiewała „Bardzo kochać chcemy” wykorzystany w ścieżce dźwiękowej filmu Wojna żeńsko-męska. W tym samym roku wzięli udział w koncercie SuperPremiery podczas 50. KFPP w Opolu z utworem „Mamy teraz siebie”. W 2014 wystąpili w akcji Radia RMF FM „Ja Cię Kręcę” z okazji 25-lecia stacji, nagrywając razem z Kacprem Gołdą (zwycięzca wybrany przez zespół) nową wersję utworu Toto „Africa”. W kolejnych miesiącach wydali single „Wierzę w miłość”, „Cudowne dni” i „Spokój”.
W 2016 wraz z Katarzyną Stankiewicz, byłą wokalistką zespołu, wyruszyli w ogólnopolską, jubileuszową trasę koncertową z okazji 25-lecia istnienia. Ich pierwszy występ miał miejsce 31 grudnia 2015 podczas koncertu sylwestrowego TVP2 we Wrocławiu, podczas którego zaprezentowali „Orła cień”, „Ruchome piaski” oraz „Set Fire to the Rain” z repertuaru Adele. Pierwszy oficjalny koncert rozpoczynający jubileuszową trasę koncertową zagrali 9 kwietnia we Wrocławiu. Kilka dni później zaprezentowali premierowy singiel „Ameryka”, zaśpiewany przez Stankiewicz. W czerwcu pojawili się na 53. KFPP w Opolu, gdzie zostali ciepło powitany przez publiczność. Wystąpili w kilku koncertach, a za utwór „Ameryka” odebrali nagrodę SuperPremiery. 21 lipca 2016 nagrali koncert w Studiu Koncertowym Polskiego Radia im. Witolda Lutosławskiego, który został zarejestrowany i wydany na albumie pt. 25 Live, który ukazał się 21 października 2016. Album promowali singlem „Piątek”. 10 czerwca 2017 w programie Pytanie na śniadanie zaprezentowali premierowo utwór „Biegnij”, który powstał w dwóch wersjach językowych: polskiej i angielskiej (jako „Run”). Piosenka została oficjalnym hymnem promującym Światowe Igrzyska Sportowe The World Games 2017, odbywające się w dniach 20-30 lipca we Wrocławiu. 13 kwietnia 2018 wydali ze Stankiewicz wspólny album studyjny pt. Ent. Dziesięć dni później rozpoczęli ogólnopolską trasę koncertową.

## Muzycy
| Obecny skład zespołu - Kasia Stankiewicz – śpiew (1996–2000, od 2015) - Robert Janson – gitara, śpiew, instrumenty klawiszowe (od 1989) - Paweł Marciniak – gitara basowa (od 1989) - Michał Marciniak – gitara (od 1989) - Sławomir Romanowski – perkusja (od 1991) Współpracownicy - Michał Kobojek – saksofon, instrumenty klawiszowe (2001, od 2005) - Paweł Furmaniak - instrumenty klawiszowe | Byli członkowie i współpracownicy - Piotr Sobczak – gitara basowa (1989–1990) - Tomasz Ziółkiewicz – instrumenty klawiszowe (1989–1993) - Robert Amirian – gitara, śpiew (1991–1993) - Anita Lipnicka – śpiew (1993–1995) - Rafał Kokot – saksofon (1995–1998) - Jakub Raczyński – saksofon (2001–2005) - Marcin Jędrych – gitara (1996–2005) - Monika Kuszyńska – śpiew (2000–2010) - Bjorn Lislegaard – gitara (2010–2013) - Anna Józefina Lubieniecka – śpiew (2010–2013) - Edyta Kuczyńska (Edi Ann) – śpiew (2013–2015) - Michał Łyczek – instrumenty klawiszowe (2013–2015) |

## Dyskografia
- The Beginning (1991)
- The New Shape (1993)
- Emu (1994)
- Elf (1995)
- Ego (1996)
- End (1997)
- Eta (2001)
- Eno (2002)
- Emi (2004)
- Eli (2011)
- Ent (2018)